# Скарину
Скарѝну (на гръцки: Σκαρίνου) е село в Кипър, окръг Ларнака. Според статистическата служба на Република Кипър през 2001 г. селото има 238 жители.
Намира се на 4 km западно от Кофину.